# Джангозін Джакіп-Бек
Джакіп-Бек (Джакіпбек) Джангозін (20 жовтня 1913, аул № 2 Атбасарського повіту Акмолінської області, тепер Акмолинської області, Казахстан — 15 жовтня 1969, місто Караганда, тепер місто Караганди, Казахстан) — радянський партійний діяч, заступник голови Ради міністрів Казахської РСР, міністр торгівлі Казахської РСР, голова Верховної ради Казахської РСР, 1-й секретар Алма-Атинського обласного комітету КП(б) Казахстану. Депутат Верховної ради СРСР 2-го скликання. Депутат Верховної ради Казахської РСР 2—7-го скликань.

## Біографія
У 1931 році закінчив Семипалатинський кооперативний технікум.
У 1931—1936 роках — студент Московського інституту радянської кооперативної торгівлі, економіст-товарознавець.
У 1936—1937 роках — завідувач відділу Алма-Атинського міського комітету комсомолу (ЛКСМ Казахстану).
У 1937—1938 роках — завідувач відділу ЦК ЛКСМ Казахстану.
У 1938—1939 роках — директор середньої школи № 51 міста Алма-Ати.
Член ВКП(б) з 1939 року.
У 1939—1940 роках — директор Алма-Атинського педагогічного училища.
У 1940 році — заступник завідувача організаційно-інструкторського відділу Алма-Атинського міського комітету КП(б) Казахстану.
У 1940—1941 роках — слухач Вищої партійної школи при ЦК ВКП(б).
У 1941—1942 роках — інструктор відділу кадрів ЦК КП(б) Казахстану; завідувач відділу торгівлі та громадського харчування ЦК КП(б) Казахстану.
У 1942—1943 роках — секретар Карагандинського обласного комітету КП(б) Казахстану з торгівлі і громадського харчування.
У 1943—1945 роках — 2-й секретар Алма-Атинського обласного комітету КП(б) Казахстану.
У 1945—1951 роках — 1-й секретар Алма-Атинського обласного комітету КП(б) Казахстану.
18 березня 1947 — 28 березня 1951 року — голова Верховної ради Казахської РСР.
У 1951—1953 роках — заступник голови Ради міністрів Казахської РСР.
У 1953—1957 роках — міністр торгівлі Казахської РСР.
У 1957 — грудні 1960 року — голова виконавчого комітету Акмолинської обласної ради депутатів трудящих.
У грудні 1960 — січні 1963 року — голова виконавчого комітету Павлодарської обласної ради депутатів трудящих. У січні 1963 — грудні 1964 року — голова виконавчого комітету Павлодарської сільської обласної ради депутатів трудящих. У грудні 1964 — 1968 року — голова виконавчого комітету Павлодарської обласної ради депутатів трудящих.
У 1968 — 15 жовтня 1969 року — голова виконавчого комітету Карагандинської обласної ради депутатів трудящих.
Помер 15 жовтня 1969 року в місті Караганді. 

## Нагороди
- орден Леніна
- орден Вітчизняної війни ІІ ст.
- два ордени Трудового Червоного Прапора
- орден «Знак Пошани»
- медаль «За трудову доблесть»
- медалі